# Zosime typica
Zosime typica is een eenoogkreeftjessoort uit de familie van de Zosimeidae. De wetenschappelijke naam van de soort is voor het eerst geldig gepubliceerd in 1872 door Boeck.